# Hide from the Sun
Hide From The Sun es el tercer álbum de estudio de la banda finlandesa The Rasmus (sexto álbum de estudio). Este disco fue presentado el 12 de septiembre de 2005. De este álbum se extrajeron los sencillos No Fear, Sail Away, y Shot.

## Lista de canciones

### Versión original
1. "Shot" - 4:18
2. "Night After Night (Out Of The Shadows)" - 3:44
3. "No Fear" - 4:07
4. "Lucifer's Angel" - 4:01
5. "Last Generation" - 4:03
6. "Dead Promises" - 3:39
7. "Immortal" - 4:59
8. "Sail Away" - 3:49
9. "Keep Your Heart Broken" - 3:55
10. "Heart Of Misery" - 3:27
11. "Don't Let Go" - 4:41

## Sencillos y videos
Los sencillos de Hide From The Sun que se han lanzado, con sus respectivos videos, son:
- No Fear
- Sail Away
- Shot

## Especiales
Además el álbum Hide From The Sun cuenta con la versión Mexican Tour Edition, lanzada especialmente para México, la cual incluye las 11 canciones originales del álbum, la canción Dancer in the Dark y 5 canciones interpretadas en vivo grabadas de su concierto en la Ciudad de México en abril del 2006.
- Datos: Q611731